# Brass (Nigeria)

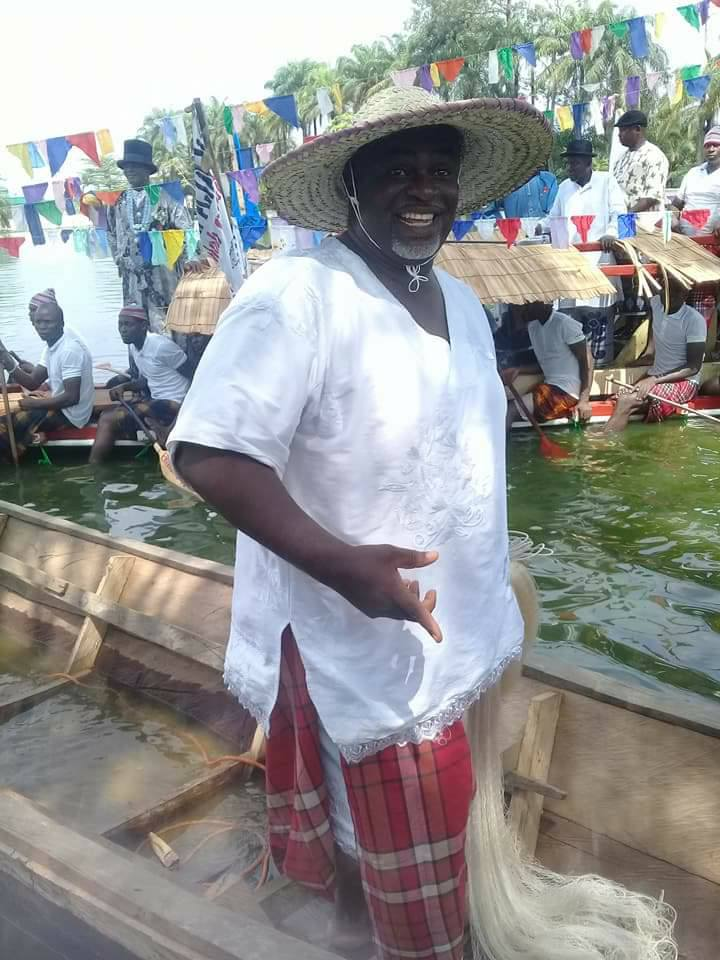
Ein Fest in Twon Brass

Brass ist eine Stadt im nigerianischen Bundesstaat Bayelsa und liegt im Süden Nigerias am Atlantik. Einer Berechnung von 2012 zufolge hat sie 6462 Einwohner.
Die Kleinstadt liegt an der westlichen Spitze von Brass Island, einer Insel an der nigerianischen Atlantikküste des Nigerdeltas. Unweit von Brass, im Westen, befindet sich das Cape Formoso, das den südlichsten Punkt Nigerias markiert. Fähren verbinden die Stadt mit der lokalen Hauptstadt Yenagoa und dem Wirtschaftszentrum Port Harcourt.
Die Stadt Brass (englisch für „Messing“) erhielt ihren Namen von einem nahe gelegenen Fluss. Er wurde von den Briten wahrscheinlich deshalb Brass River genannt, weil die ersten britischen Händler Messinggegenstände im Austausch gegen Palmöl und Sklaven einführten. Heute ist vor allem die Förderung der leichten, Brass River crude oil genannten regionalen Rohölsorte von Bedeutung.
Brass und seine Umgebung bilden das südlichste der acht Local Government Areas (LGA) des Bundesstaates Bayelsa mit einer Fläche von 1403,63 km². Bei der vorletzten Volkszählung 1991 hatte die LGA 166.230 Einwohner und damit eine Bevölkerungsdichte von 118 Einwohnern je km².